# Janez Kapistran Gruden
Janez Kapistran Gruden (tudi John Capistran), slovenski slovenski rimskokatoliški duhovnik, profesor in teološki pisec, * 21. oktober 1884, Idrija, Avstro-Ogrska, † 28. oktober 1962, Orlando, Združene države Amerike.

## Življenje in delo
Brat duhovnika in zgodovinarja Josipa Grudna se je rodil v Idriji v družini krojača Andreja in gospodinje Antonije Gruden rojene Orel. Ljudsko šolo je končal v rojstnem kraju, 6. razredov gimnazije pa v Ljubljani (1895–1901). Septembra 1901 ga je duhovnik Franc Kasper Bajec ob obisku domovine odpeljal s seboj v Ameriko. Tu se je Gruden pridružil skupini slovenskih bogoslovcev, ki so študirali v župniji St. Agnes v Saint Paulu (Minnesota) in bil 12. junija 1907 posvečen v mašnika. Nato je bil manj kot leto dni kaplan v St. Agnes Church v Saint Paulu ter v letih 1908–1910 nadaljeval študij bogoslovnih véd na The Catholic University of America v Washingtonu, kjer si je pridobil naslov Sanetae Theologiae Leator. Po končanem študiji je bil 26 let predavatelj bogoslovja v Saint Paulu. Kot upokojeni profesor je bil nato od 1937 do 1955 župnik v St. Agnes Church v Saint Paulu, kjer je bil že prej kaplan. Ko so mu odpovedale moči, je odšel v pokoj v Centraville v Kalifornijo, od koder se je iz zdravstvenih razlogov preselil na Florido.
Gruden se je v Združenih državah Amerike razvil v enega vodilnih katoliških teologov. Napisal je več člankov o duhovni zgradbi Cerkve in družbeni vlogi svetih zakramentov. Kot župnik je bil med prvimi, ki je pridigal o liturgičnem življenju. Njegova knjiga The Mystical Christ, Introduction to the Study of Supernatural Character of the Church (Saint Paul, London 1936) z nad 350 stranmi in bogato literaturo je bila predhodnica enciklike Mystici Corporis Christi, ki jo je napisal papež Pij XII. leta 1943. Knjigo so uporabljali kot učno gradivo na ameriških bogoslovnih semeniščih.